# Gabro

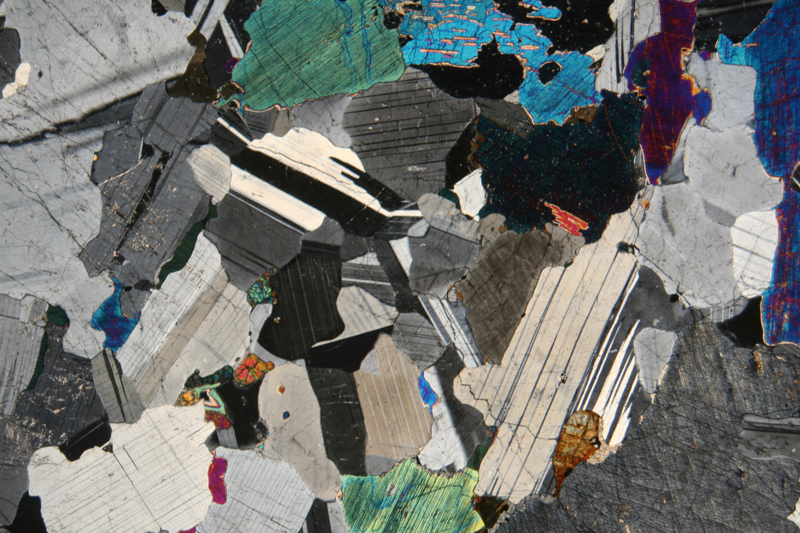
Lámina delgada de un gabro visto bajo el microscopio petrográfico con luz polarizada. Los minerales de tonos grises a negro con maclas bandeadas son plagioclasas y los más coloridos son clinopiroxeno y olivino.

En su sentido estricto el gabro es una roca ígnea plutónica compuesta principalmente de plagioclasa cálcica y piroxeno en proporciones de volumen similares. En un sentido más amplio gabro puede referir a las rocas gabroicas del diagrama QAPF es decir aquellas en el campo anortosita-gabro-diorita que tienen más de 10% de minerales oscuros y plagioclasa cálcica (An50-An100).
El gabro sensu stricto es el equivalente plutónico del basalto, pero a diferencia de éste la mineralogía del gabro es mucho más variable.
El gabro sensu strico y lato se puede hallar en variados ambientes tectónicos como en: dorsales meso-oceánicas, zonas de subducción, rifts continentales e islas oceánicas. El gabro es comercializado como material de construcción bajo el nombre de "granito negro". El valor económico del gabro propiamente tal es menor si se compara con las mineralizaciones de níquel, cromo y platino las cuales están casi únicamente asociadas a gabros y a rocas ultramáficas. También existen mineralizaciones de vanadio asociadas a gabro.
El gabro toma nombre del pueblo italiano de Gabbro en Toscana.

## Mineralogía y química
Las gabros pueden clasificarse, según contengan minerales añadidos de plagioclasa y piroxeno, en:
1. Gabro (sensu stricto), roca compuesta de plagioclasa con augita (variedad de clinopiroxeno) y a veces con olivino
2. Hiperita, roca compuesta de plagioclasa con augita y con hiperstena (variedad de ortopiroxeno) y a veces con olivino
3. Norita, roca compuesta de plagioclasa con hiperstena y a veces con olivino
4. Evjita, roca compuesta de plagioclasa con hornblenda
5. Bojita, roca compuesta de plagioclasa con hornblenda y augita
6. Troctolita, roca compuesta principalmente de olivino y plagioclasa.

Adicionalmente, si un gabro contiene más de 5% de volumen de olivino se llama gabro de olivino y si tiene más de 5% de cuarzo, gabro de cuarzo.
El gabro también puede contener apatita, magnetita o ilmenita como minerales accesorios.